# Óleo vegetal bromado

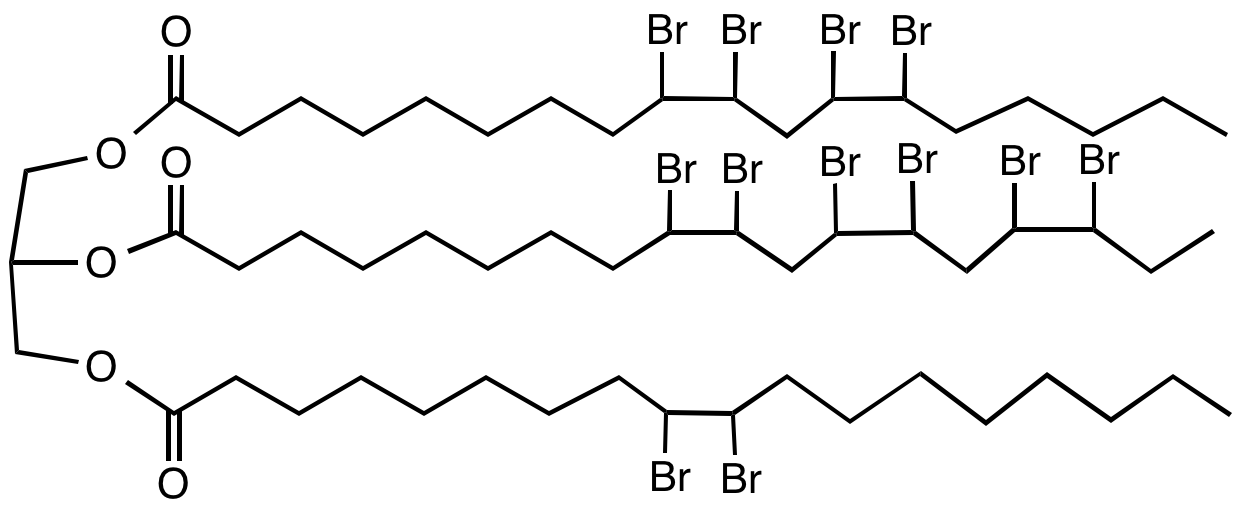
BVO (estrutura química).

O Óleo Vegetal Bromado (BVO) é um composto sintetizado quimicamente a partir do óleo vegetal (de milho ou soja), ao qual é adicionado átomos de bromo, para posterior utilização na indústria alimentar e química.
Na indústria alimentar é identificado como E443, e usado como agente emulsionante, para evitar a separação de fases dos diversos ingredientes sobretudo em bebidas refrigerantes  e aumentar a agregação e coalescência, garantido a estabilidade da bebida. É largamente usado pelas multinacionais  The Coca-Cola Company  e  PepsiCo em produtos como Fanta,  Powerade, Gatorade e Montain Dew (dos mais vendidos em todo mundo).
Além de ser usado como aditivo alimentar não-natural em refrigerantes, o BVO também foi patenteado para ser utilizado como retardador de chama.
Foi verificada a presença de ácidos gordos bromados em alguns organismos marinhos, tais como algas e esponjas, bem como uma presença escassa em plantas. Foram isolados a partir de Eremostachys molucelloides. 

## Toxicidade
A ingestão de maiores quantidades de BVO (associada ao enorme consumo de refrigerantes) pode causar problemas de toxicidade devido à presença de Bromo (Br).
O Bromo, pertencendo à família dos halogéneos (flúor, cloro, iodo), actua como um disruptor endócrino. O que o torna tão perigoso é o facto de este competir com os mesmo receptores que são usados para captar iodo pelo organismo. Um consumidor frequente deste tipo de bebidas, ao estar exposto a uma quantidade tão grande de Bromo, o seu organismo não conseguirá fixar o iodo de que necessita. A falta de iodo irá provocar não só problemas na tiróide, como em vários outros órgãos. Assim pode haver um risco aumentado de cancro da mama, da tiróide, dos ovários e da próstata, estando este risco associado ao Bromide Dominance Theory.
Para além desta acção competitiva contra o iodo, o Bromo tem ainda outros efeitos tóxico no organismo.
O Bromo actua como depressor do sistema nervoso central, e pode desencadear um número de sintomas psicológicos como, paranóia aguda e outros sintomas psicóticos.
De facto, foi relatado que entre 1920 e 1960, pelos menos 20% de todas as admissões hospitalares nos E.U.A. por "esquizofrenia com paranóia aguda" deveram-se à ingestão de produtos contendo Bromo.
Para além destes efeitos psiquiátricos, a toxicidade do bromo pode-se manifestar por:
- Rash cutâneo e acne severo;
- Perda de apetite e dor abdominal;
- Fadiga;
- Paladar metálico;
- Arritmias cardíacas
- Infertilidade
- Hipotiroidismo

| mg/dL   | mEq/L = mmol/L | Toxicidade                   |
| ------- | -------------- | ---------------------------- |
| < 50    | <6.3           | Fisiológico                  |
| 50-100  | 6.3-12-5       | Possível toxicidade          |
| 100-200 | 12.5-25        | Usualmente toxicidade sérica |
| 200-300 | 25-37.5        | Possível coma                |
| <300    | >37.5          | Possivelmente fatal          |

## Caso reportado
Excesso de consumo de "cola"
O paciente apresentava:
- Dores de cabeça;
- Fadiga;
- Ataxia;
- Perda de memória, progredindo ao longo de 30 dias.
- Consumia diariamente, 2 a 4 L de cola-cola contendo óleo vegetal bromado, antes de apresentar estes sintomas;

Um achado neurológico focal de ptose palpebral direita levou a uma extensa avaliação de uma lesão do sistema nervoso central. O paciente continuou a piorar até que deixou de conseguir andar. Foi feito um diagnóstico de bromismo grave. Conformou-se a presença de 3180 mg/L (39,8 mmol/L) de bromo no soro.
Foi realizada uma hemodiálise que reduziu significativamente os níveis de bromo no soro. 

## Comunicação de risco
- Cancro na tiróide e hipotiroidismo: O que torna o BVO tão perigoso é o facto de competir pelos mesmos recetores que são usados na captação de iodo. Estando exposto a certas quantidades de bromo, o organismo não consegue fixar o iodo.

- Depressão e esquizofrenia: O bromo é um depressor do sistema nervoso central, podendo desta forma desencadear uma serie de sintomas psicológicos.

- Náuseas e vómitos: A sobredosagem aguda de brometo resulta em náuseas e vómitos devido ao efeito irritante dos iões brometo no trato gastrointestinal.

- Erupções cutâneas: As erupções cutâneas ocorrem apenas em 25-30% dos pacientes cronicamente expostos a brometos. Pode haver lesões postulares, placas granulomatosas, úlceras ou bolhas. São frequentemente encontradas na face e no tronco mas também ocorrem nos braços, pernas e mãos.

## Recomendações
De maneira a reverter os efeitos deste excesso de bromo no organismo, é recomendado:
- Vitamina C;
- Iodo (prescrito);
- Sal não refinado;
- Hemodiálise, em casos mais severos;

Desaconselha-se o consumo diário de refrigerantes deste tipo, não só pelo potencial perigo do BVO, mas principalmente pelos altos teores de açúcar que estes apresentam, provocando complicações de saúde mais graves como a obesidade e diabetes, associados a um estilo de vida sedentário.